# جوهانس مارتيني
جوهانس مارتيني هو ملحن بلجيكي، ولد في 1440 في دوقية برابنت، وتوفي في 1497 في فيرارا في إيطاليا.

## وصلات خارجية
- جوهانس مارتيني على موقع ميوزك برينز (الإنجليزية)
- جوهانس مارتيني على موقع ديسكوغز (الإنجليزية)